# Michelangelo (nome)
Michelangelo  è un nome proprio di persona italiano maschile.

## Varianti
- Maschili: Michelangiolo[1][3], Michelagnolo[3], Michele Angelo[1], Michele Angiolo[1]
- Femminili: Michelangela[2][3], Michelangiola[3], Michelagnola[3]

### Variante in altre lingue
- Gallese: Mihangel[5]
- Spagnolo: Miguel Ángel

## Origine e diffusione

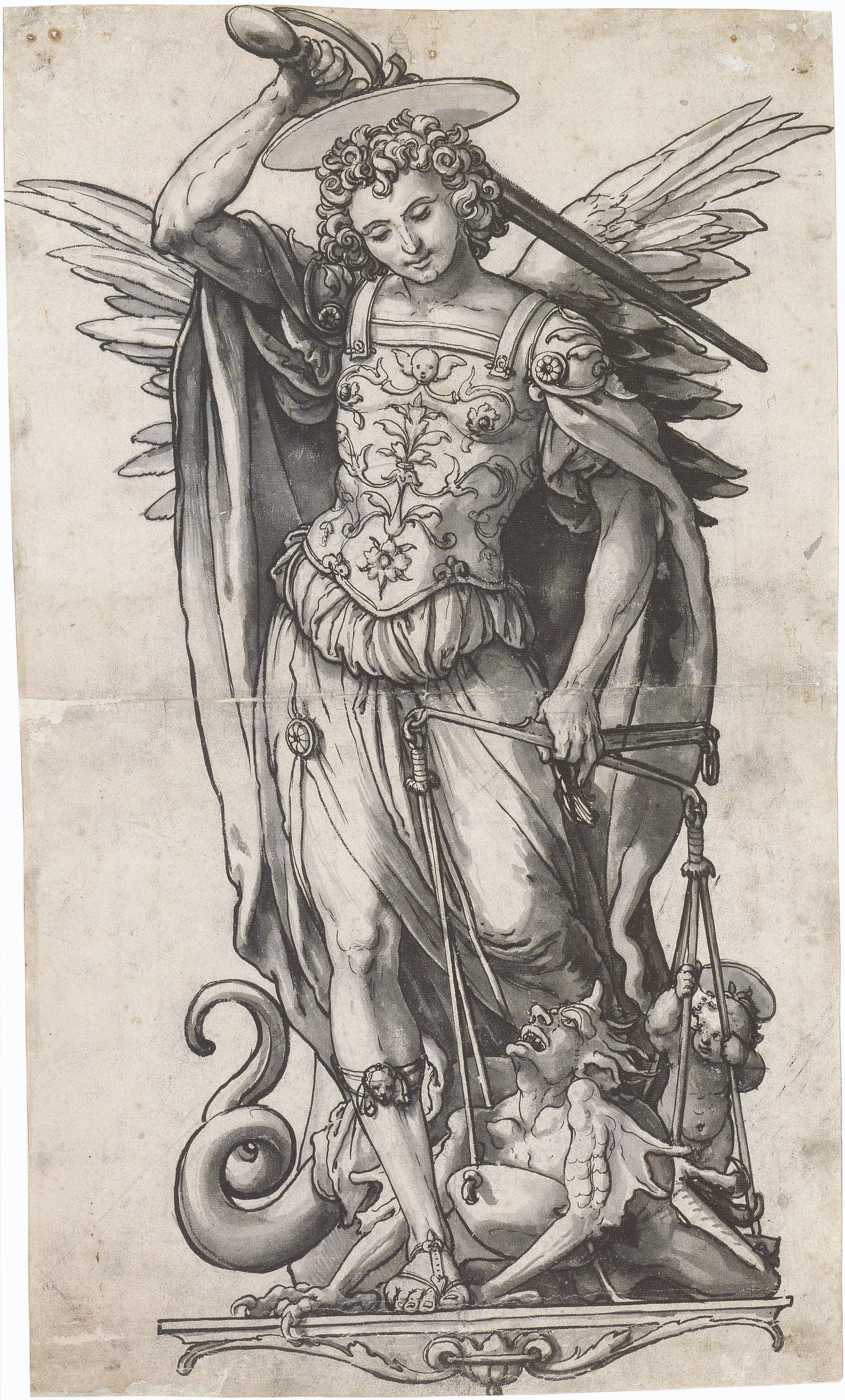
L'Arcangelo Michele pesa le anime, di Hans Holbein il Giovane

È un nome di origine devozionale, riferito all'arcangelo Michele; può essere considerato un nome composto, formato da Michele e Angelo, o anche semplicemente l'unione del nome dell'arcangelo con la sua caratteristica di "principe degli angeli". È un nome molto noto anche per essere stato portato dai due grandi artisti italiani: Michelangelo Buonarroti (spesso chiamato solo Michelangelo) e Michelangelo Merisi, detto "il Caravaggio".
Negli anni 1970 in Italia se ne contavano circa diciassettemila occorrenze, accentrate al Sud (eccetto le rare forme in "-angiolo", propria della Toscana).

## Onomastico
L'onomastico può essere festeggiato il 29 settembre, giorno di san Michele, uno degli arcangeli.

## Persone

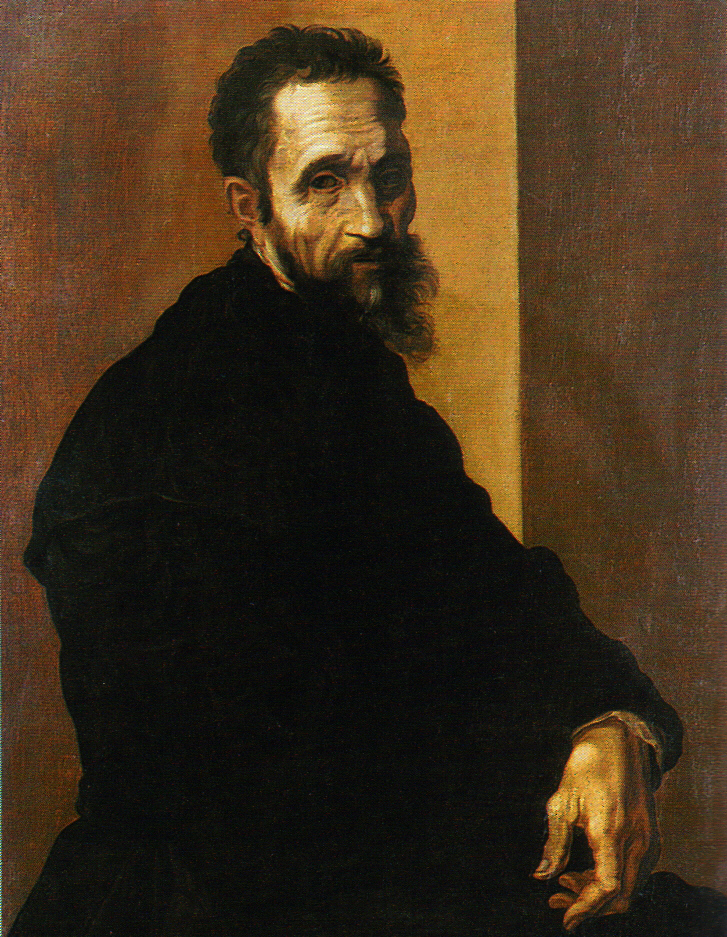
Michelangelo Buonarroti

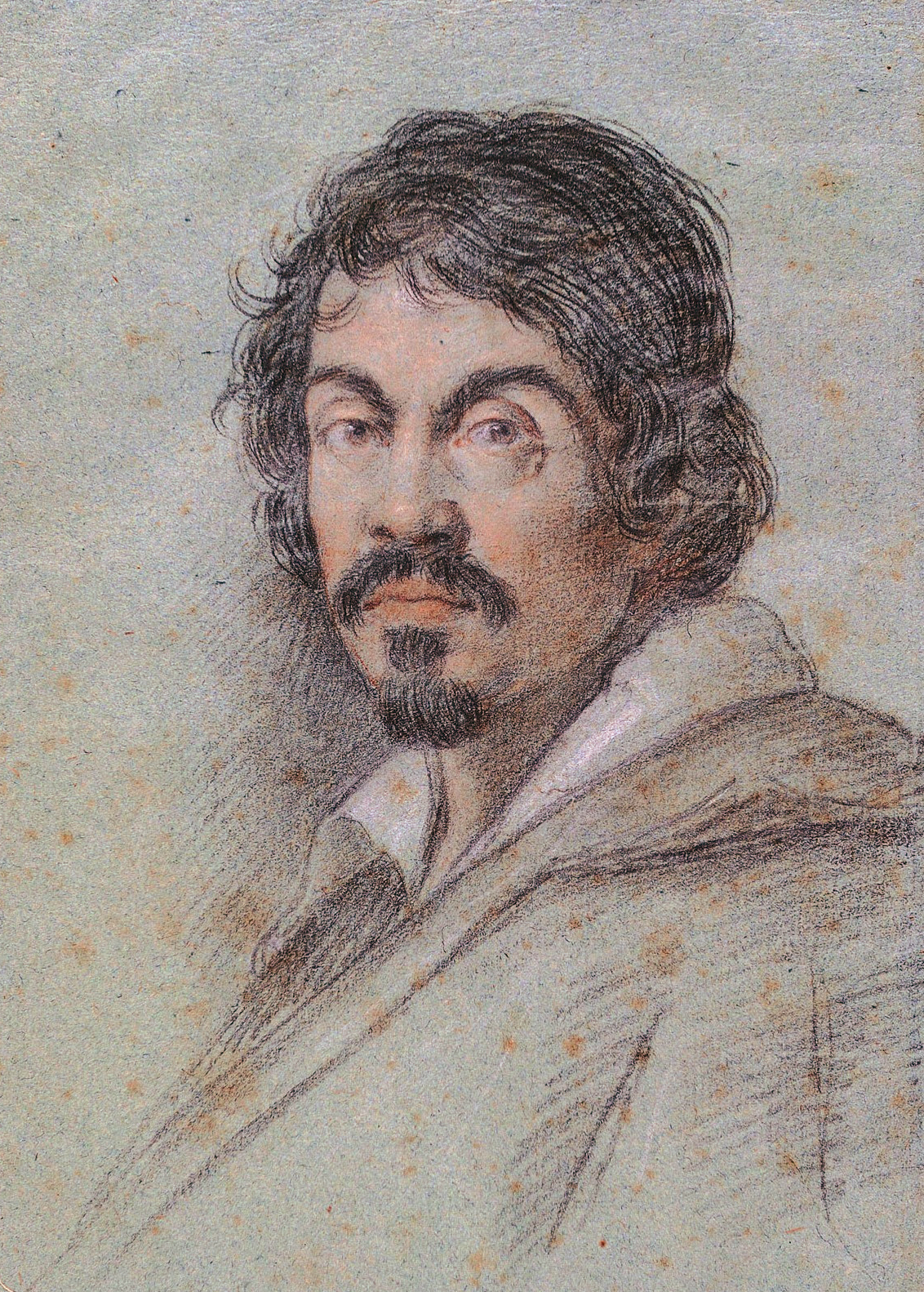
Michelangelo Merisi da Caravaggio

Michelangelo Rampulla

- Michelangelo Abbado, violinista italiano
- Michelangelo Anselmi, pittore italiano
- Michelangelo Antonioni, regista, sceneggiatore, montatore, scrittore e pittore italiano
- Michelangelo Buonarroti, scultore, pittore, architetto e poeta italiano
- Michelangelo Caetani, nobile, politico e letterato italiano
- Michelangelo Cambiaso, doge genovese
- Michelangelo Florio, religioso, predicatore e teologo italiano
- Michelangelo Galilei, compositore e liutista italiano
- Michelangelo Grigoletti, pittore italiano
- Michelangelo Merisi da Caravaggio, pittore italiano
- Michelangelo Naccherino, scultore e architetto italiano
- Michelangelo Pira, giornalista, antropologo, scrittore e politico italiano
- Michelangelo Pistoletto, artista, pittore e scultore italiano
- Michelangelo Pittatore, pittore italiano
- Michelangelo Rampulla, calciatore e allenatore di calcio italiano
- Michelangelo Tilli, medico e botanico italiano
- Michelangelo Verso, tenore italiano
- Michelangelo Virgillito, imprenditore e filantropo italiano

### Variante Miguel Ángel
- Miguel Ángel Asturias, scrittore, poeta e drammaturgo guatemalteco
- Miguel Ángel Martín, fumettista spagnolo
- Miguel Ángel Moratinos, diplomatico e politico spagnolo
- Miguel Ángel Muñoz, attore e cantante spagnolo
- Miguel Ángel Silvestre, attore spagnolo
- Miguel Ángel Zotto, ballerino argentino

## Il nome nell'arte
- Michelangelo è un personaggio della serie Tartarughe Ninja.
- Michelangelo è un personaggio della serie televisiva Mario.

## Curiosità
- Michelangelo è un virus informatico con la peculiarità di attivarsi solo il 6 marzo, giorno della nascita di Michelangelo Buonarroti.